# 香港中文大學理學院
香港中文大學理學院，簡稱中大理學院，創辦於1963年，為香港中文大學八所學院之一，是中大成立時最早的三所學術學院之一，其餘兩所分别是文學院及社會科學院。中大理學院下設五個學系／學院，20個研究院課程，11個學士課程。中大理學院總部位於香港中文大學科學館，設有一座綜合實驗室專門大樓（逸夫科學大樓）及一座獨立教學大樓（邵逸夫夫人樓）。

## 學系
- 香港中文大學物理系（PHYS, Physics）
- 香港中文大學化學系（CHEM, Chemistry）
- 香港中文大學統計學系（STAT, Statistics）, 另有開辦風險管理科學課程 及 與商學院合辦之計量金融學及風險管理科學跨學科課程
- 香港中文大學數學系（MATH, Mathematics）, 另有與工程學院開辦之數學及資訊工程學跨學科課程
- 香港中文大學生命科學學院（LSCI, Life Sciences）, 包括生物化學、生物、細胞及分子生物學、環境科學、食品及營養科學及分子生物技術學課程

## 課程

### 學士課程

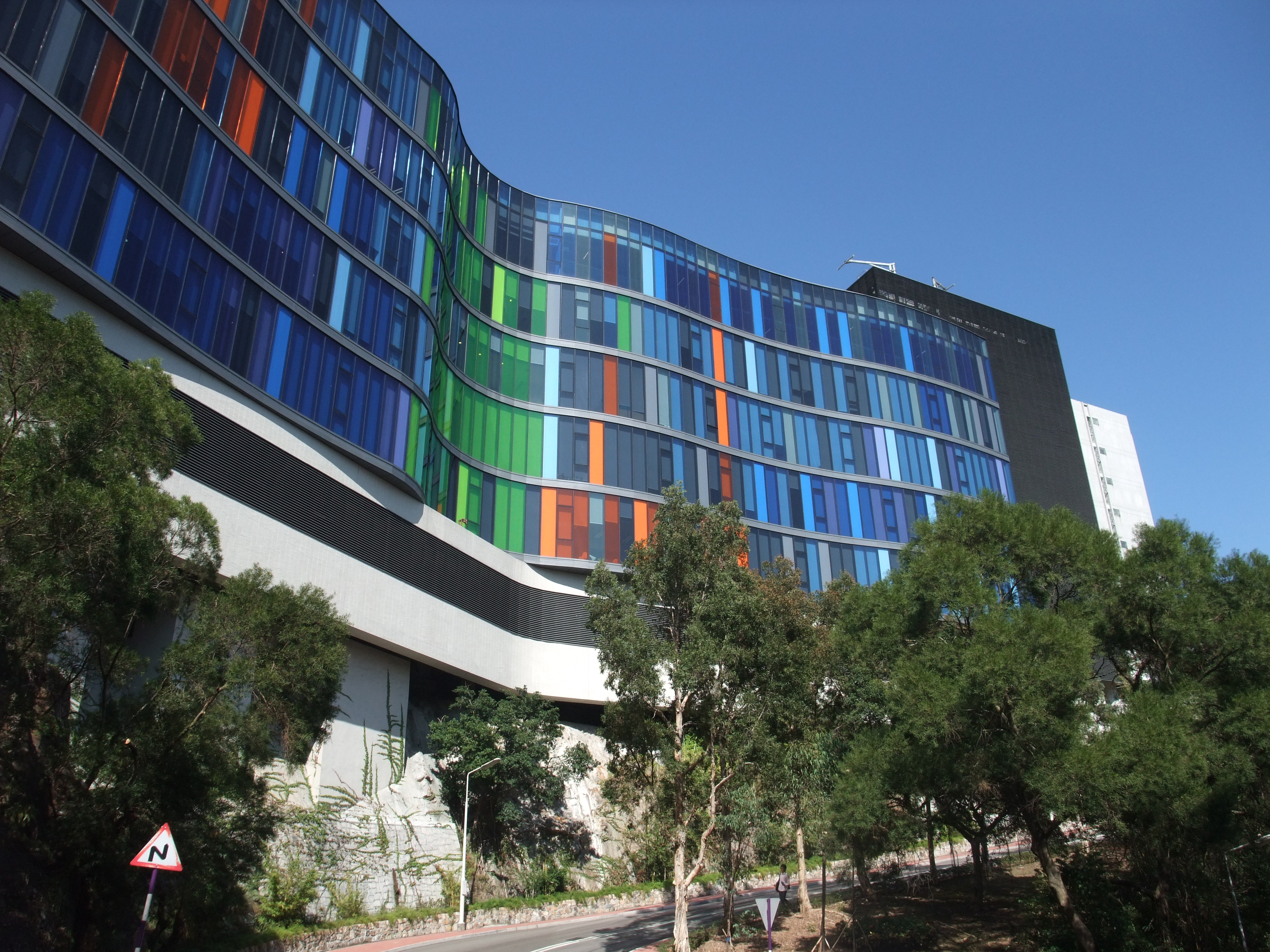
逸夫科學大樓

所有教學部門均會開辦對應的主修課程，另外統計系及數學系分別與商學院及工程學院舉辦跨學院雙學位課程，以符合社會對各類人才的需求。
理學院於零九至一零年學年起推出生命科學學院統一招生計劃，學生選科更具彈性。新計劃讓學生在確定主修課程前，有更多機會了解自己在各個生命科學學科的興趣和能力，從而作出最正確的選擇。生命科學學院包括六個主修課程，分別為生物化學、生物學、細胞及分子生物學、環境科學、食品及營養科學以及分子生物技術學。
- 理學
- 計量金融學及風險管理科學
- 理學士（學習設計與科技）
- 計算數據科學
- 地球與環境科學
- 數學精研
- 理論物理精研
- 風險管理科學
- 生物科技、創業與醫療管理
- 數學與信息工程學
- 自然科學

### 研究院課程
所有教學部門均提供其對應主修哲學碩士（MPhil）、哲學博士（PhD）或理碩士（MSc）課程。另外，修讀生命科學課程的本科畢業生可以報讀醫學院的生物醫學碩士/博士課程。
- 化學

MPhil-PhD in Chemistry
MSc in Accreditation Chemistry
- 地球與環境科學

MPhil-PhD in Earth and Atmospheric Sciences
- 生物科學

MPhil-PhD in Biochemistry
MPhil-PhD in Biology
MPhil-PhD in Cell and Molecular Biology
MPhil-PhD in Environmental Science
MPhil-PhD in Food and Nutritional Sciences
MPhil-PhD in Molecular Biotechnology
MSc in Biochemical and Biomedical Sciences
MSc in Nutrition, Food Science and Technology
Materials Science and Engineering
MPhil-PhD in Materials Science and Engineering
- 數學

MPhil-PhD in Mathematics
MSc in Mathematics
- 物理學

MPhil-PhD in Physics
MSc in Physics
- 風險管理科學

MPhil in Risk Management Science
MSc in Risk Management Science and Data Analytics
- 統計學

MPhil-PhD in Statistics
MSc in Data Science and Business Statistics

## 旗下研究中心[3]
蛋白質科學與晶體研究中心

中醫中藥研究所

精密工程研究中心

光學科學研究中心

光子學高級研究中心

光學研究中心

理論物理學院

科技學院

香港生物資訊中心

香港運動醫學及科學中心

太空與地球信息科學研究所

材料科學及技術中心

營養研究中心

Center of Novel Functional Molecules

古文物科學測試中心

Centre for Quantum Coherence

科學模型及計算中心

Centre for the Study of Fetal Nucleic Acids in Maternal Plasma

香港生物科技研究院有限公司（HKIB，位於大學科學園路校門）

Joint Laboratory for Plant Molecular Biology and Biotechnology

生物工程聯合研究中心

食品蛋白製造研究實驗室

食品科學研究實驗室

港滬聯合化學合成實驗室

李福善海洋科學研究中心

統計性諮詢服務單位

農業生物技術國家重點實驗

生物技術實驗室

裘槎人類基因實驗

教資會卓越教學科領域植物及農業生物科技中心

## 學生組織
香港中文大學理學院本科生均成立各學生組織，負責提供活動及學術交流平台予相關同學。

### 理學院院會
香港中文大學學生會理學院院會成立於1972年，為整個理學院學生提供以理學院為本位的活動，並管理理學院學生活動中心及處理會員院系會之事務。但是，近年來院會權責漸被各系系會削弱，加上於2016/17學年無法選出新一屆內閣，於2017年1月一度被中大學生會提請解散，但最後學生會司法委員會下令保留本會，維持以臨時行政形式運作。雖然院會仍在註冊名單上，但目前已經停止運作，會址由各屬下系會共用。

### 各系系會（不包括書院系會）
- 香港中文大學生物化學系系會
- 香港中文大學生物系系會（2018/19年度內閣名為「生熚熄」）
- 香港中文大學細胞及分子生物學系系會
- 香港中文大學化學系系會
- 香港中文大學學生會環境科學課程系會（2018/19年度內閣名為「星期綠」）
- 香港中文大學學生會地球系統科學系系會（2018/19年度內閣名為「天地樘」）
- 香港中文大學食品及營養科學課程系會
- 香港中文大學數學系系會
- 香港中文大學學生會分子生物技術學系系會
- 香港中文大學學生會物理系系會
- 香港中文大學研究生會物理系系會
- 香港中文大學學生會統計系系會
- 香港中文大學學生會自然科學系系會

## 外部連結
- 香港中文大學理學院 （页面存档备份，存于）
- 中大開自然科學課程銜接副學位 （页面存档备份，存于）